# Pidorus albifascia
Pidorus albifascia är en fjärilsart som beskrevs av Moore 1879. Pidorus albifascia ingår i släktet Pidorus och familjen bastardsvärmare. Inga underarter finns listade i Catalogue of Life.